# Nightclubbing
Albums de Grace Jones
Warm Leatherette
(1980) Living My Life
(1982)
Singles
1. Demolition Man
Sortie : 6 février 1981
2. I've Seen That Face Before (Libertango)
Sortie : mai 1981
3. Pull Up to the Bumper
Sortie : juin 1981
4. Use Me
Sortie : juin 1981
5. Feel Up
Sortie : juillet 1981
6. Walking in the Rain
Sortie : octobre 1981

Nightclubbing est le cinquième album studio de la chanteuse jamaïcaine Grace Jones, sorti le 11 mai 1981 chez Island Records.

## Contexte et enregistrement
Le titre Nightclubbing est une reprise du titre d'Iggy Pop, sorti quatre ans plus tôt sur l'album The Idiot. La version de Pop fut même connue pour avoir été le générique de Lunettes noires pour nuits blanches, émission de Thierry Ardisson.
L'album contient la première version du titre Demolition Man, écrit par Sting, qu'il reprendra quelques mois plus tard pour l'album Ghost in the Machine, pour son groupe The Police.

## Titres
| 1. | Walking in the Rain   | Harry Vanda, George Young            | 4:18 |
| 2. | Pull Up to the Bumper | Grace Jones, Koo Koo Baya, Dana Mano | 4:41 |
| 3. | Use Me                | Bill Withers                         | 5:04 |
| 4. | Nightclubbing         | David Bowie, Iggy Pop                | 5:06 |

| 5. | Art Groupie                             | Grace Jones, Barry Reynolds                                    | 2:39 |
| 6. | I've Seen That Face Before (Libertango) | Astor Piazzolla, Barry Reynolds, Dennis Wilkey, Nathalie Delon | 4:30 |
| 7. | Feel Up                                 | Grace Jones                                                    | 4:03 |
| 8. | Demolition Man                          | Sting                                                          | 4:03 |
| 9. | I've Done It Again                      | Barry Reynolds, Marianne Faithfull                             | 3:51 |

## Crédits
Crédits adaptés du livret de Nightclubbing.
| Musiciens - Wally Badarou – claviers - Monte Browne – guitare rythmique - Mikey Chung – guitare - Masai Delon (Nathalie Delon) – voix - Tyrone Downie – claviers, voix - Sly Dunbar – batterie - Jack Emblow – accordéon - Grace Jones – voix, chœurs | - Barry Reynolds – guitare - Jess Roden – voix - Robbie Shakespeare – basse - Mel Speller – percussion, voix - Uziah Thompson – percussion Production - Chris Blackwell, Alex Sadkin – production - Ted Jensen – mastering |

## Classements
| Classement (1981–83)                 | Meilleure position |
| ------------------------------------ | ------------------ |
| Allemagne de l'Ouest (Media Control) | 8                  |
| Australie (Kent Music Report)        | 19                 |
| Espagne (AFYVE)                      | 20                 |
| États-Unis (Billboard 200)           | 32                 |
| États-Unis (Top R&B/Hip-Hop Albums)  | 9                  |
| Nouvelle-Zélande (RIANZ)             | 3                  |
| Norvège (VG-lista)                   | 19                 |
| Pays-Bas (Mega Album Top 100)        | 2                  |
| Suède (Sverigetopplistan)            | 4                  |
| Royaume-Uni (UK Albums Chart)        | 35                 |

| Classement (2014)             | Meilleure position |
| ----------------------------- | ------------------ |
| Belgique (Flandre Ultratop)   | 66                 |
| Belgique (Wallonie Ultratop)  | 115                |
| Royaume-Uni (UK Albums Chart) | 46                 |

| Classement (1981)                    | Position |
| ------------------------------------ | -------- |
| Allemagne de l'Ouest (Media Control) | 64       |
| Australie (Kent Music Report)        | 83       |
| Pays-Bas (Album Top 100)             | 37       |
| Nouvelle-Zélande (RMNZ)              | 41       |

| Classement (1982)       | Position |
| ----------------------- | -------- |
| Nouvelle-Zélande (RMNZ) | 27       |

| Classement (1983)       | Position |
| ----------------------- | -------- |
| Nouvelle-Zélande (RMNZ) | 35       |

### Certifications et ventes
| Région                                                                  | Certification | Ventes/Streams |
| ----------------------------------------------------------------------- | ------------- | -------------- |
| Allemagne (BM)                                                          | Or            | 250 000^       |
| Australie (ARIA)                                                        | Platine       | 70 000^        |
| États-Unis                                                              | —             | 400 000        |
| Nouvelle-Zélande (RMNZ)                                                 | Platine       | 15 000^        |
| ^Mise en rayon selon la certification xNon précisé par la certification |               |                |